# Árpád-házi Erzsébet magyar királyi hercegnő (1236–1271)
Árpád-házi Erzsébet (1236 – Landshut, 1271. október 24.) magyar királyi hercegnő, házassága révén Bajorország uralkodó hercegnéje. IV. Béla magyar király és Laszkarisz Mária nikaiai hercegnő ötödik leánya, Ottó magyar király édesanyja.

## Élete
Nevét nagynénjéről, Erzsébet hercegnőről kapta, akit születése előtt egy évvel, 1235-ben avatott szentté IX. Gergely pápa.
A tatárjárás alatt családjával együtt Trau várába menekült. 1250 körül szülei férjhez adták Henrik bajor herceghez, aki apja, II. Ottó bajor herceg 1253-ban bekövetkezett halála után Alsó-Bajorországot örökölte, és felvette a XIII. Henrik nevet. Házasságukból tíz gyermek született:
- Ágnes (1254–1315)
- Ágnes (1255–1260)
- Ágnes (1256–1260)
- Erzsébet (1258–1314), apáca
- Ottó (1261–1312), Alsó-Bajorország hercege (1290–1312), Magyarország királya (1305–1307)
- Henrik (1262–1280)
- Zsófia (kb. 1264–1282)
- Katalin (1267–1310)
- Lajos (1269–1296), III. Lajos néven Alsó-Bajorország hercege (1290–1296)
- István (1271–1310), I. István néven Alsó-Bajorország hercege (1290–1310)

Erzsébet tizedik gyermeke, István születése (1271. március 14.) után néhány hónappal, 1271. október 24-én halt meg Landshutban, 35 éves korában. Legidősebb fia, Ottó később, az Árpád-ház kihalása (1301) után édesanyja révén, mint IV. Béla unokája tartott igényt a magyar trónra, és 1305-ben Vencel lemondásával el is nyerte azt.